# Rhinocladiella indica
Rhinocladiella indica är en svampart som beskrevs av S.C. Agarwal 1969. Rhinocladiella indica ingår i släktet Rhinocladiella och familjen Herpotrichiellaceae.   Inga underarter finns listade i Catalogue of Life.